# 哈碧

荷魯斯的四個兒子，頭部形似狒狒者即是哈碧。

在埃及神話中的哈碧'，或作哈必和哈比（Hapi，Golden Dawn，Ahephi ）是葬禮之神、荷魯斯的四個兒子之一，在他們看管的四個罐子（canopic jars）裡他看管裝著肺臟的罐子。和他的兄弟們相同，都各自代表著一種動物，而哈碧象徵狒狒或獼猴。艾西斯和奈芙蒂斯是他的守護者。
在古埃及墓穴中，哈碧的陶偶像放在北面。

## 卡諾卜罈

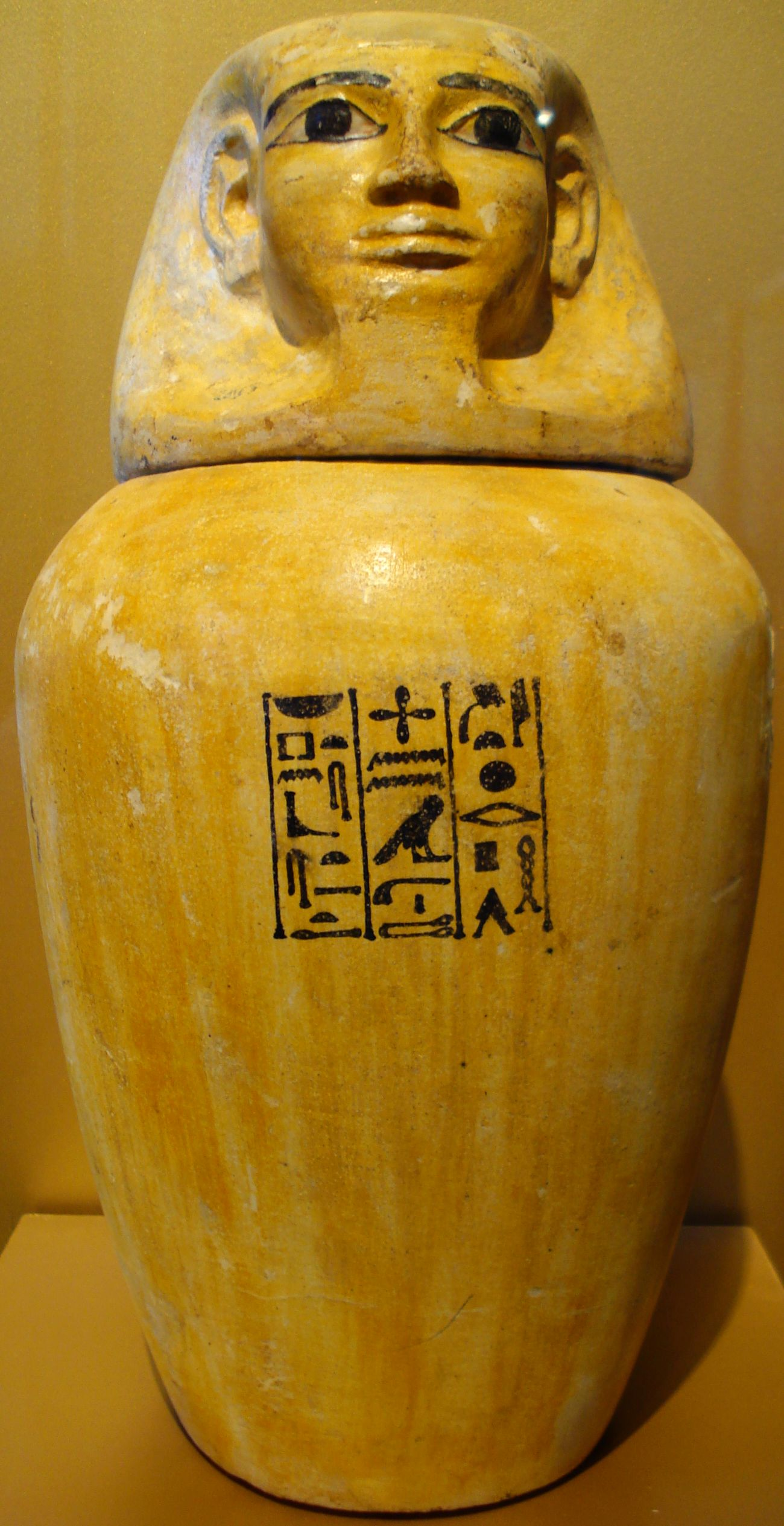
哈碧偶像（一）

## 資料來源
1. 1 2  魯剛主編（1989年）：1033頁，《世界神話辭典》，瀋陽：遼寧人民出版社，ISBN 7-205-00960-X。